# Lamberhurst Quarter
Lamberhurst Quarter est un petit hameau sur la route A21, dans le comté du Kent. Il est près du village de Lamberhurst.